# Higgs-Bündel
In der Mathematik sind Higgs-Bündel ein Hilfsmittel in der Darstellungstheorie von Flächengruppen und Fundamentalgruppen komplexer Mannigfaltigkeiten. Sie wurden von Nigel Hitchin eingeführt und wegen der Analogie zu Higgs-Bosonen nach Peter Higgs benannt.

## Definition
Ein Higgs-Bündel ist ein Paar {\displaystyle (V,\phi )} bestehend aus einem holomorphen Vektorbündel {\displaystyle V} über einer Riemannschen Fläche {\displaystyle \Sigma } und einem Higgs-Feld, d. h. einer {\displaystyle \operatorname {End} (V)}-wertigen holomorphen 1-Form {\displaystyle \phi }.

## Stabilität, Polystabilität
Ein Higgs-Bündel {\displaystyle (V,\phi )} heißt stabil, wenn für alle {\displaystyle \phi }-invarianten holomorphen Unterbündel {\displaystyle W\subset V} die Ungleichung
{\displaystyle {\frac {\deg(W)}{\operatorname {rank} (W)}}<{\frac {\deg(V)}{\operatorname {rank} (V)}}}
gilt. Hierbei bezeichnet {\displaystyle \operatorname {deg} } den Grad eines Vektorbündels und {\displaystyle \operatorname {rank} } seinen Rang, also die Dimension seiner Fasern. (Man beachte, dass die Ungleichung nur für {\displaystyle \phi }-invariante Unterbündel gelten soll, ein stabiles Higgs-Bündel also nicht notwendig ein stabiles Vektorbündel sein muss.)
Ein Higgs-Bündel {\displaystyle (V,\phi )} heißt polystabil, wenn es eine direkte Summe
{\displaystyle (V,\phi )=\bigoplus _{i=1}^{l}(V_{i},\phi _{i})}
stabiler Higgs-Bündel mit
{\displaystyle {\frac {\deg(V_{i})}{\operatorname {rank} (V_{i})}}={\frac {\deg(V)}{\operatorname {rank} (V)}}}
für {\displaystyle i=1,\ldots ,l} ist.

## Darstellungstheorie
Aufbauend auf Resultaten von Corlette und Donaldson bewiesen Hitchin und Simpson die folgenden Äquivalenzen für Riemannsche Flächen {\displaystyle \Sigma }:
{\displaystyle \left\{{\begin{array}{c}{\mbox{Stabile}}\ {\mbox{Higgs-Bündel}}\\(V,\Phi )\ {\mbox{über}}\ \Sigma \end{array}}\right\}=\left\{{\begin{array}{c}{\mbox{Irreduzible}}\ {\mbox{Darstellungen}}\\\rho \colon \pi _{1}\Sigma \to GL(n,\mathbb {C} )\end{array}}\right\}}
{\displaystyle \left\{{\begin{array}{c}{\mbox{Polystabile}}\ {\mbox{Higgs-Bündel}}\\(V,\Phi )\ {\mbox{über}}\ \Sigma \end{array}}\right\}=\left\{{\begin{array}{c}{\mbox{Reduktive}}\ {\mbox{Darstellungen}}\\\rho \colon \pi _{1}\Sigma \to GL(n,\mathbb {C} )\end{array}}\right\}}

## Höherdimensionale Verallgemeinerung
Über höherdimensionalen komplexen Mannigfaltigkeiten {\displaystyle X} definiert man ein Higgs-Bündel als ein Paar {\displaystyle (V,\phi )} aus einem holomorphen Vektorbündel {\displaystyle V} über {\displaystyle X} und einer {\displaystyle \operatorname {End} (V)}-wertigen holomorphen 1-Form {\displaystyle \phi }, die die Gleichung {\displaystyle \phi \wedge \phi =0} erfüllt.
(Im Falle Riemannscher Flächen ist diese Gleichung trivialerweise erfüllt.)

## Prinzipalbündel
Sei {\displaystyle X} eine kompakte Riemannsche Fläche mit kanonischem Linienbündel {\displaystyle K\simeq T^{*}X}, und sei {\displaystyle G} eine reelle reduktive Lie-Gruppe mit einer maximal kompakten Untergruppe {\displaystyle H\subset G}. Sei {\displaystyle H^{\mathbb {C} }} die Komplexifizierung und {\displaystyle {\mathfrak {g}}^{\mathbb {C} }={\mathfrak {h}}^{\mathbb {C} }\oplus {\mathfrak {m}}^{\mathbb {C} }} die Komplexifizierung einer Cartan-Zerlegung. Die von der adjungierten Darstellung induzierte Isotropie-Darstellung {\displaystyle \sigma \colon H^{\mathbb {C} }\to GL({\mathfrak {m}}^{\mathbb {C} })} ist holomorph und hängt nicht von der gewählten Cartan-Zerlegung ab.
Ein {\displaystyle G}-Higgs-Bündel {\displaystyle (E,\phi )} ist ein holomorphes {\displaystyle H^{\mathbb {C} }}-Prinzipalbündel {\displaystyle E\to X} mit einem holomorphen Schnitt {\displaystyle \phi } des Vektorbündels {\displaystyle (E\times _{\sigma }{\mathfrak {m}}^{\mathbb {C} })\otimes K\to X}.
Der Schnitt {\displaystyle \phi } wird als Higgs-Feld bezeichnet.
Zwei Higgs-Bündel {\displaystyle (E,\phi )} und {\displaystyle (E^{\prime },\phi ^{\prime })} heißen isomorph, wenn es einen Isomorphismus von Prinzipalbündeln {\displaystyle E\simeq E^{\prime }} gibt, so dass der induzierte Isomorphismus {\displaystyle (E\times _{\sigma }{\mathfrak {m}}^{\mathbb {C} })\otimes K\simeq (E^{\prime }\times _{\sigma }{\mathfrak {m}}^{\mathbb {C} })\otimes K} den Schnitt {\displaystyle \phi } auf {\displaystyle \phi ^{\prime }} abbildet.
Ein Higgs-Bündel heißt stabil, wenn für jedes {\displaystyle \phi }-invariante echte Unterbündel {\displaystyle F\subset E} gilt: 
{\displaystyle {\frac {deg(F)}{rank(F)}}<{\frac {deg(E)}{rank(E)}}}.